# Block Out
Block Out é uma banda de rock alternativo da capital da Sérvia, Belgrado. Seu estilo musical é derivado de uma fusão do Art rock, punk rock, doom metal e rock psicodélico. A banda é uma das poucas representantes da música grunge na Sérvia.

## História

### Os anos 1990
O Black Out foi formado entre o fim de 1990 e começo de 1991, sobre o nome Ad Hoc. A banda foi formada pelo vocalista Milutin Jovančić Mita, baixista Dragan Majstorović Trle, guitarristas Danilo Pavićević e Vladan Lazarević e baterista Dejan Dimitrijević. Devido a exitência de outra banda com esse nome, o quinteto foi forçado a trocar de nome. A banda trocou de Ad Hoc para Block Out, em uma referência ao, até então, famoso jogo de vídeo-game na época. Há boatos de que o nome venha de uma gíria que se refere ao "Momento antes de perder a consciência", onde os membros da banda acharam divertido. Em 1991, um dos guitarristas, Lazarević, deixa a banda para morar na Holanda. Em seu lugar entra Nikola Vranjković, se tornando o centro das atenções criativas da banda. Antes de retornar a Belgrado, Vranjković morou por quatro anos na Rússia e passou por inúmeras bandas locais da cena russa, incluindo a banda "Besiders", que contava com músicos russos experientes. Em seu retorno a Iugoslávia, Vranjković fez uma turnê com a banda Ruž, e ao lado de Vojislav Vijatov, fez performances com Satan Panonski.
No começo da crise e da guerra na formada Iugoslávia, a banda se mudou para Londres. Eles tocaram em clubes como "Sick of rock" e "Robby's", no Finsbury Park e na University Centre in Svalbard, na Noruega, onde eles tocaram músicas com letras em inglês. E também, eles obtiveram a oportunidade de lançar um single, mas isso não aconteceu, por que a banda foi forçada a voltar para a Iugoslávia.
Em seu retorno a Belgrado, em 1992, a banda preparou suas primeiras músicas em uma fita-cassete chamada de Live KST, Akademija, que foi lançado um ano depois, em 1993. Na fita, consiste em músicas gravadas ao vivo nos clubes "KST" e "Akademija" em 1991 e 1992. A banda perde o seu baterista, Dejan Dimitrijević, que resolve sair da banda. Em seu lugar, entra Marko Radonjić. No mesmo ano, a banda lança seu primeiro álbum Crno, belo i srebrno (Preto, Branco e Prata). A primeira metade do álbum consiste em músicas puxadas para o Hard rock, a outra metade consiste em músicas mais obscuras, escritas e compostas por Vranjković. Em músicas como Rođendanska pesma (Canção de aniversário), Vranjković consegue ser bastante poético, mas a maioria das canções abrangem temas como depressão, desesperança e miséria causada pela crise, guerra e a degradação total da sociedade na Sérvia e na ex-Iugoslávia. Naquele tempo, inspirado em bandas como Soundgarden, Pink Floyd, Slayer, Discharge e algumas bandas antigas da Sérvia, como Ekatarina Velika e Luna, o conceito hard rock do Block Out começou a ficar cada vez mais atmosférico e obscuro, também graças as composições de Vranjković. A banda começou a seguir essa direção, procurando por músicas e trabalhos mais maduros. O álbum foi nomeado como "O Melhor álbum de rock do ano" de acordo com a assembleia da cidade de Belgrado.
No começo de 1996, revoltado com a situação da Sérvia, a banda gravou uma música chamada Leto na Adi (Verão em Ada Ciganlija. Ada Ciganlija é uma ilha próxima do Rio Sava. A Ilha se transformou em uma península), mas devido a falta de espaço no álbum, ela não foi adicionada no segundo álbum da banda, mas foi adicionada como uma faixa bônus do relançamento de Crno, belo i srebrno. O segundo álbum da banda, Godina sirotinjske zabave (O Ano da Diversão da Pobreza), foi lançado em 1996 e contém material composto durante os seis anos da existência da banda. Como os próprios integrantes da banda mencionam, os temas principais do álbum são aproximadamente sobre o fim do Socialismo. Neste álbum, o baixista Dragan Majstorović foi substituído por Aleksandar Balać, e a banda ganha mais um integrante, o tecladista Dragoljub Marković. O álbum foi produzido por Aleksandar Radosavljević.
Em 1998, Radosavljević produziu o terceiro álbum do Block Out, San koji srećan sanjaš sam (Um Sonho que você Sonha sozinho e Feliz), neste álbum, o Block Out adquire um estilo próprio de rock artístico. A banda tenta captar o clima depressivo da realidade e da vida na Sérvia. Esse álbum foi proclamado como "O Melhor álbum de rock sérvio de 1998" pelos críticos, e também como um dos melhores álbuns de rock de todos os tempos na Sérvia.

### Os anos 2000
As performances da banda no clube SKC, de Belgrado, no dia 11 de Setembro de 1999, foram gravadas e lançadas em CD duplo, em 2001, com o título Izmedju dva zla (Entre Dois Males). No ano seguinte, Vranjković publicou seu livro de poesias Zaovdeilizaponeti (Paraficarouparapegar). O livro inclui poemas escritos por Vranjković, assim como todas as letras das músicas do Block Out. Junto do livro, vem o seu álbum solo, contendo músicas mais minimalistas, calmas e acústicas, mas mantendo a veia do estilo atmosférico e obscuro único do Block Out.
Em 2002, a banda aparece em um tributo a Milan Mladenović, chamado de Kao da je bilo nekad... Posvećeno Milanu Mladenoviću (Como isso aconteceu um dia... Dedicado a Milan Mladenović) com o cover Soba (Sala) da banda Ekatarina Velika. Durante o fim de 2002, a banda fez performances ao vivo, e durante essas performances, a banda apresenta canções novas do próximo álbum da banda. Em Fevereiro de 2003, a banda entra no estúdio sobre o nome provisório Nema više lakih protivnika (Mais Nenhum oponente fácil). Durante esse tempo, o tecladista Dragoljub Marković sai da banda e é substituído por Dejan Hasečić. Em 2004, a banda lança seu quarto álbum Ako imaš s kim i gde (Se Você Tiver com Quem e Onde). O álbum foi produzido novamente por Vranjković, e contém doze novas canções.
Em 2005, a banda faz uma performance no centro cultural Dom Omladine Beograda, e a performance foi lançada em DVD dois anos depois. Block Out DVD também contém todos os videoclipes da carreira da banda. No ano seguinte, a banda aparece em um tributo ao artista contemporâneo Pankrti, Pankrti 06, com uma cover da música Volkovi (Pessoas).
Em 2007, a banda fez performances abrindo para os Kaiser Chiefs. A banda também fez uma performance no Nisomnia festival em Niš e no Zemlja za nas festival em Arilje. E ao mesmo tempo, a banda começou a fazer novas canções. Músicas como Fotelja (Poltrona), Nikad (Dve hiljade i kusur godina) (Nunca (Dois Mil e Poucos Anos)) e Sve što mogu reći (Tudo que Posso Dizer) foram tocadas ao vivo em 2008 e 2009. Não há informações exatas sobre um novo álbum.

## Integrantes
- Milutin Jovančić - vocais (1991-atualmente)
- Nikola Vranjković - guitarra (1991-atualmente)
- Aleksandar Balać - baixo (1996-atualmente)
- Miljko Radonjić - bateria (1993-atualmente)
- Dejan Hasečić - teclados (2003-atualmente)

## Ex-integrantes
- Vladan Lazarević - guitarra (1991)
- Danilo Pavićević - guitarra (1991)
- Dejan Dimitrijević - bateria (1991-1993)
- Dragan Majstorović - baixo (1991-1996)
- Dragoljub Marković - teclados (1996-2003)

## Discografia

### Álbuns de estúdio
- Crno, belo i srebrno (1993, ITV Melomarket)
- Godina sirotinjske zabave (1996, Metropolis Records)
- San koji srećan sanjaš sam (1998, Metropolis Records)
- Ako imaš s kim i gde (2004, Universal/Multimedia)

### Álbuns ao vivo
- Live KST, Akademija (1993, Take It Or Leave It)
- Između dva zla (2001, Metropolis Records)

### Vídeos
- Block Out DVD (2007, Universal/Multimedia)

### Contribuições em coletâneas/tributos
- Neki moji drugovi em Academia Vol.1 (1993, L.V.O.)
- Kiša" / "Ja znam em New Rock Power '93-'94 (1994, ITV Melomarket)
- SDSS em Ustani i kreni (1996, Metropolis Records)
- Soba em Kao da je bilo nekad... Posvećeno Milanu Mladenoviću (2002, Circle)
- Volkovi em Pankrti 06 (2006, B Pop Založba)